# Cesare Mori
Cesare Mori (Pavía,  22 de diciembre de 1871-Údine, 6 de julio de  1942) fue un policía y funcionario público italiano de la época fascista llamado “el prefecto de hierro” (en  italiano, Prefetto di Ferro) debido a su dura y frontal lucha contra la Mafia siciliana en la década de 1920.

## Biografía

### Carrera policial
Mori nació en Pavía, creció en un orfanato, y ya en su edad adulta estudió en la academia militar de Turín. Su carrera militar quedó truncada al casarse con una mujer que carecía de dinero para pagar una dote en la cantidad ordenada por las leyes italianas de la época para un oficial del Regio Esercito. Tras abandonar el ejército, Mori se unió a la policía y sirvió primero en Rávena, y luego en Castelvetrano (en la isla de Sicilia) donde Mori logró capturas importantes de bandidos y además adquirió un amplio conocimiento de las costumbres locales y la situación social de la isla. En 1915 fue destinado a Florencia como “vicecomisario”, donde permaneció hasta 1919.
Tras terminar la Primera Guerra Mundial en 1918, la situación interna de Sicilia se hacía muy difícil pues el crimen se extendía grandemente por la isla, ayudado por el desempleo de numerosos veteranos de guerra que se unían a bandas de delincuentes para sobrevivir. En 1919 Mori fue enviado de vuelta a Sicilia con tropas especiales contra el bandolerismo, al mando de las cuales Mori se caracterizó por sus métodos contra las bandas, tan enérgicos como brutales, al punto de lograr hasta 300 arrestos en una sola noche; para entonces Mori ya había diferenciado claramente los distintos peligros que implicaban el bandolerismo (devastador pero controlable) y la Mafia siciliana (más sutil pero mucho más dañina).
En 1920 Mori fue destinado a Turín como “comisario”, y luego fue enviado a Roma y Bolonia. En esta misma ciudad lanzó operaciones policiales contra los desmanes de los camisas negras fascistas, siendo uno de los escasos jefes policiales en hacerlo. Tras unos meses fue enviado a Bari y luego en 1922 presentó su dimisión y se retiró a Florencia cuando el líder fascista Benito Mussolini ganó la jefatura del gobierno tras la Marcha sobre Roma.

### Actividad en Sicilia
Por su reputación como “policía de acción”, Mori fue llamado de vuelta al servicio activo en 1924 por el ministro Luigi Federzoni, quien lo designó prefecto de Trápani, en Sicilia, llegando a dicha ciudad en junio de 1924. En octubre de 1925 Mussolini designó a Mori como “prefecto de Palermo con facultades de dirigir la policía sobre toda Sicilia, y con poderes especiales para erradicar la Mafia en la isla; para este fin Mussolini requirió a Mori utilizar “todos los medios posibles” para “restablecer la autoridad del Estado” en Sicilia, insistiendo Mussolini que "si las leyes vigentes le impiden actuar, no será problema, para ello podemos cambiar las leyes." En esos años, el recién instaurado régimen fascista buscaba afianzar su control total sobre la vida política y social de Italia, ante lo cual Mussolini rechazaba cualquier organización no estatal que ejerciera sobre la sociedad un poder superior al Estado, por lo cual era imperativo para el fascismo destruir a la Cosa Nostra. 
Mori llegó a Palermo en noviembre de 1925 y empezó casi de inmediato su campaña contra la Mafia siciliana. En los dos primeros meses de gestión practicó hasta 500 arrestos, un número que crecería en los años siguientes. En enero de 1926 Mori lanzó otra operación de gran alcance, tomando en un violento asalto la localidad de Gangi, a las afueras de Palermo, considerada escondite y fortín de diversas bandas delictivas. En esa ocasión Mori empleó numerosos policías y carabinieri  para realizar registros en casas, atrapar pequeños delincuentes y fugitivos, fijando un patrón de actuaciones posteriores: captura de familiares de mafiosos como rehenes (incluyendo niños, ancianos, y mujeres), sitiar aldeas y luego tomarlas por asalto con tropas y carabinieri al puro estilo militar, así como combinar promesas, amenazas, y brutales palizas a los prisioneros que rehusaban cooperar con la autoridad, métodos que le ganaron el nombre de “prefecto de hierro”.

### Golpes contra la Mafia
Para cimentar su obra, Mori recurrió a la humillación pública de los jefes mafiosos atrapados, mostrándolos como impotentes ante la autoridad estatal. Con ello Mori buscaba golpear también la reputación de la Mafia, probando que el Estado resultaba ser un “protector” mucho más fuerte y poderoso para la población, quien no necesitaría la “intermediación” de la Mafia para proteger sus intereses. Mori admitía como necesario formar nuevos lazos entre el Estado y las masas y anular así el corrompido sistema de “mediación” impuesto por la Mafia, para que los derechos de la población sean asegurados por la autoridad sin depender del “favor” de los mafiosos.
Los golpes asestados por Mori a la Cosa Nostra fueron de gran importancia, y una serie de influyentes jefes mafiosos debieron huir de Sicilia para proseguir sus actividades. Para esas fechas existían ramas de la Cosa Nostra operando en Estados Unidos pero dirigidas desde Sicilia; la persecución de Mori cambió por completo tal situación pues causó que jóvenes mafiosos abandonaran su usual sede de operaciones y emigraran definitivamente a los EE. UU. para dirigir desde allí a la mafia local. Tal fue el caso de Joseph Bonnano (quien en Nueva York fundaría en 1931 la "Familia Bonnano", una de las "Cinco Familias" de la Mafia estadounidense). Otros jefes mafiosos nativos como Calogero Vizzini y Giuseppe Genco Russo debieron esconderse y cesar sus operaciones durante muchos años, esperando tiempos mejores. 
Tras la Segunda Guerra Mundial y la caída del fascismo, los viejos líderes mafiosi recuperaron su poderío presentándose como decididos antifascistas, a quienes por tal razón las autoridades militares estadounidenses confiaron la administración pública de Sicilia entre 1943 y 1945, lo cual motivó un verdadero "resurgimiento" de la Cosa Nostra en la isla. En esas fechas el gobierno de Estados Unidos había aceptado reclutar hombres de la Mafia para trabajos de espionaje e inteligencia en Italia, lo cual otorgó a los mafiosi la oportunidad de recobrar su antiguo poder aprovechando la protección estadounidense.

### Destitución y últimos años
Las investigaciones de Mori alcanzaron a jefes mafiosos vinculados a autoridades políticas de Sicilia, pero también a influyentes jefes del partido fascista en la isla, lo cual aceleró su caída. Si bien complacido por los éxitos de Mori, el régimen de Mussolini entendió la mala publicidad que implicaba mostrar los vínculos entre la Mafia y los líderes del fascismo siciliano, por lo cual en junio de 1929 Mori fue cesado de su puesto y declarado senador del Reino de Italia. La propaganda fascista, por el contrario, afirmó que la Mafia había sido erradicada por completo de Sicilia.
Ya instalado como senador, Mori escribió sus memorias en 1932 y se mantuvo informado al detalle sobre los asuntos internos de Sicilia, pero sin influencia sobre los sucesos de la isla. Por mala salud, Mori se instaló en Údine en 1941, donde enviudó en marzo del año siguiente y murió poco después. 